# Oswald Schmiedeberg
Johann Ernst Oswald Schmiedeberg (født 11. oktober 1838 i Laidze, Kurland (nu Letland), død 12. juli 1921 i Baden-Baden) var en tysk farmakolog.
Schmiedeberg virkede først som professor i Dorpat og efter 1872 i Strasbourg, hvor han nød stort ry for lærdom og skarp kritik. Det skyldes frem for nogen anden Schmiedeberg, at farmakologien blev en selvstændig, biologisk videnskab, der anvender fysiologiens og kemiens metoder i undersøgelsen af lægemidlernes virkning. En af de første af de undersøgelser, der henledte opmærksomheden på Schmiedeberg, var arbejdet over fluesvampens giftstof, muskarin, hvis syntese ved iltning af cholin han opdagede, ligesom også, at atropin virker som modgift derimod. Herved kom Schmiedeberg ind på de forhold, hvorunder visse gifte kan modvirke andre. Han var den første, der foretog en så vel farmakologisk som kemisk undersøgelse af digitalisbladene, og hans fremstilling af dette lægemiddels indflydelse på hjertet har været af afgørende betydning for opfattelsen af dets virkning. Blandt arbejder af særlig betydning kan nævnes undersøgelser over koffeinets ejendommelige indvirkning på musklerne og dets såvel som theobrominets urindrivende virkning, fremdeles hans studier over kamferets virkning og forhold i organismen foruden mange andre, delvis udførte sammen med eller af hans talrige elever. Kort efter sin tiltræden af professoratet i Strasbourg blev Schmiedeberg medstifter af Archiv für experimentelle Pathologie und Pharmacologie, der foruden farmakologi omfattede fysiologi, eksperimentel patologi og beslægtede videnskaber. Hans hovedværk, Grundriss der Arzneimittellehre, hvis første udgave udkom i 1883, er senere udkommet i mange oplag, til dels under ændret titel.